# Köldukvíslarjökull
Köldukvíslarjökull är en glaciär i republiken Island.   Den ligger i regionen Suðurland, i den centrala delen av landet, 200 km öster om huvudstaden Reykjavík. Köldukvíslarjökull ligger 1 258 meter över havet.
Terrängen runt Köldukvíslarjökull är huvudsakligen kuperad, men den allra närmaste omgivningen är platt.  Trakten runt Köldukvíslarjökull är nära nog obefolkad, med mindre än två invånare per kvadratkilometer. Det finns inga samhällen i närheten. Trakten runt Köldukvíslarjökull är permanent täckt av is och snö.